# Heart Don't Lie (singolo)
Heart Don't Lie è il secondo singolo estratto dall'album Heart Don't Lie della cantautrice e ballerina statunitense La Toya Jackson. Fu pubblicato nel 1984.

## Descrizione
Si tratta di un duetto con il cantante Howard Hewett, benché il suo nome non compaia negli accrediti e Hewett non avesse preso parte al videoclip. I cori sono di Musical Youth e della sorella Janet Jackson. Il singolo raggiunse la 56ª posizione nella classifica generale di Billboard.

## Videoclip musicale
Heart Don't Lie fu il primo singolo di LaToya Jackson ad essere accompagnato da un videoclip. Fu diretto da Ed Pacio a febbraio 1984 a Los Angeles e mostra la cantante all'interno di una scuola superiore molto colorata, simile ad un cartone animato, sullo stile del film Grease - Brillantina del 1978. La clip utilizza maschere di Carnevale disegnate da Joseph McLaughlin. Compaiono anche "le mamme", un trio di giocoliere e di maghe, tra le quali quella interpretata da Albie Selznick. Il video di Heart Don't Lie comparve nel programma di VH1 Pop-Up Video nel 1997.

## Promozione
La cantante eseguì Heart Don't Lie il 30 giugno 1984 durante una puntata del programma televisivo American Bandstand. La Jackson comparve per la stessa interpretazione anche il 25 agosto 1984 nel programma TV Solid Gold insieme a Hewett. La traccia fu anche utilizzata in uno spot pubblicitario per le macchine fotografiche Nikon con protagonista la popstar stessa.

## Tracce
1. Heart Don't Lie (Album Version) – 4:37
2. Heart Don't Lie (Single Version) – 3:36
3. Heart Don't Lie (Special 12" Club Version) – 5:58
4. Heart Don't Lie (Dub Version) – 4:37

## Classifiche
| Classifica (1984)             | Posizione massima |
| ----------------------------- | ----------------- |
| Classifica generale Billboard | 56                |

## Formazione
- La Toya Jackson – voce
- Howard Hewett – voce (non accreditato)
- Musical Youth – cori
- Janet Jackson – cori